# الگوی تابش

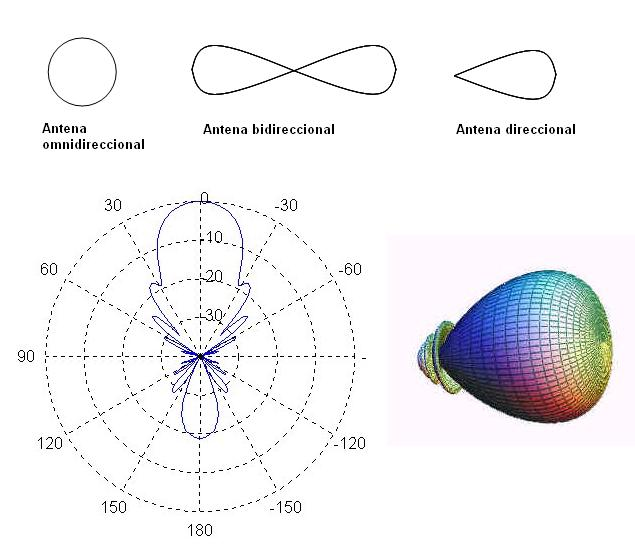
الگوی تابش سه‌بعدی و معادل دوبعدی آن

الگوی تابش یا الگوی تشعشعی (به انگلیسی: Radiation pattern) که معمولاً به آن پَتِرن تشعشی گفته می‌شود عبارت است از شدت امواج یک منبع موج الکترومغناطیسی (مانند آنتن) در زوایای مختلف فضای اطرافش.

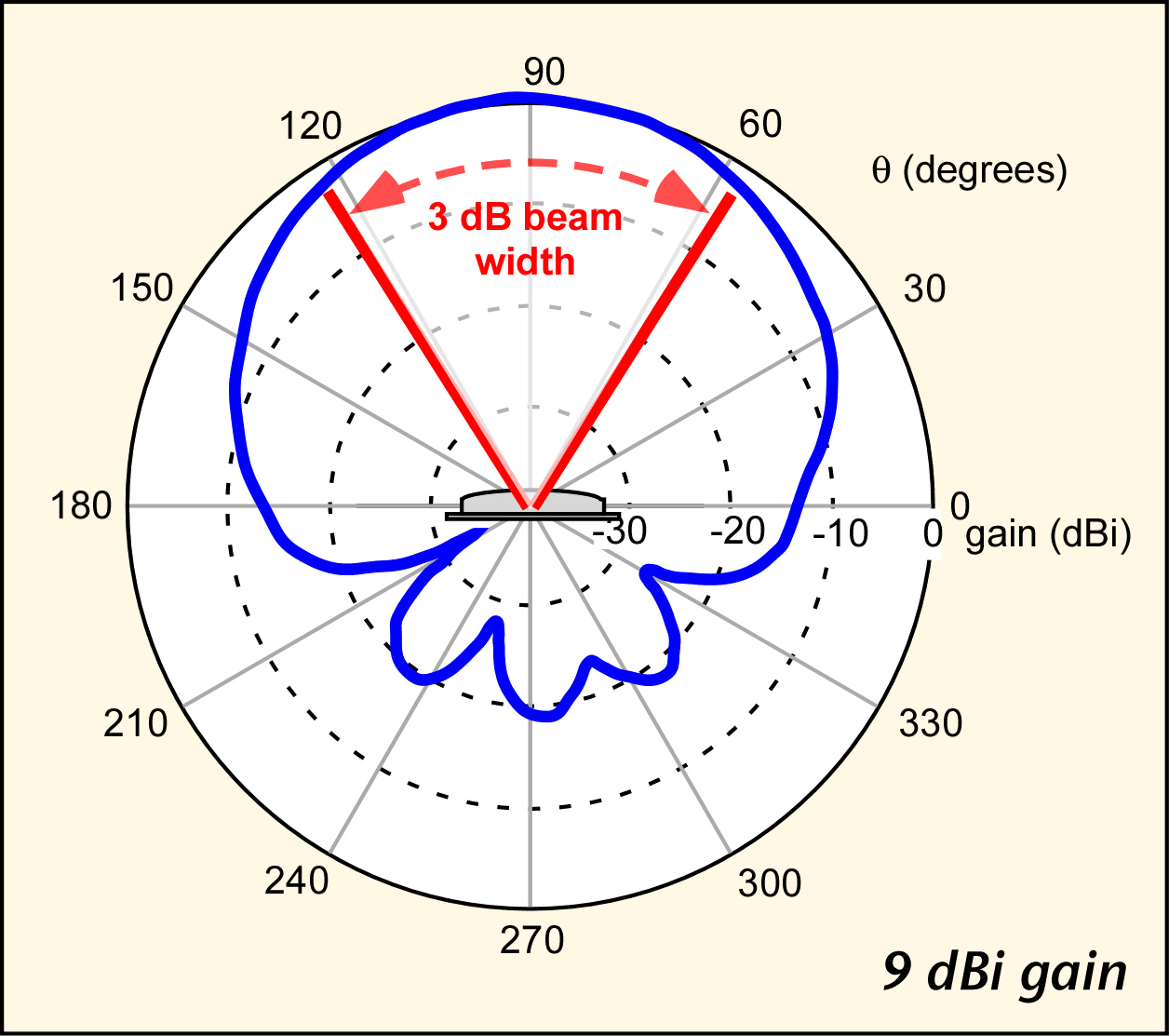
الگوی تابش دوبعدی یک آنتن مایکروستریپ

الگو تابش می‌تواند برای میدان دور یا میدان نزدیک بدست آید. آن را می‌توان با محاسبه، شبیه‌سازی رایانه‌ای، یا آزمایش تعیین کرد. در روش عملی تعیین الگو تابش، نقاط اطراف آنتن اسکن شده، شدت تابشی آنتن در هر نقطه اندازه گرفته می‌شود. برای به‌دست آوردن الگوی تابش از راه شبیه‌سازی، از نرم‌افزارهایی مانند CST یا HFSS استفاده می‌شود. برای آنتن‌هایی غیر از آنتن‌های ساده، به راحتی نمی‌توان الگوی تابش آنتن را به روش تحلیلی محاسبه کرد.